# Férfi 10 000 méteres gyorskorcsolya a 2006. évi téli olimpiai játékokon
A 2006. évi téli olimpiai játékokon a gyorskorcsolya férfi 10 000 méteres versenyszámát február 24-én rendezték. Az aranyérmet a holland Bob de Jong nyerte meg. A versenyszámban nem vett részt magyar versenyző.

## Rekordok
A versenyt megelőzően a következő rekordok voltak érvényben:
| Világrekord     | Chad Hedrick (USA)      | 12:55,11 | Salt Lake City, Amerikai Egyesült Államok | 2005. december 31. |
| Olimpiai rekord | Jochem Uytdehaage (NED) | 12:58,92 | Salt Lake City, Amerikai Egyesült Államok | 2002. február 22.  |

A versenyen új rekord nem született.

## Végeredmény
Mindegyik versenyző egy futamot teljesített, az időeredmények határozták meg a végső sorrendet. Az időeredmények másodpercben értendők. 
| Helyezés | Versenyző            | Nemzet                 | Idő      |
| -------- | -------------------- | ---------------------- | -------- |
| Arany    | Bob de Jong          | Hollandia (NED)        | 13:01,57 |
| Ezüst    | Chad Hedrick         | Egyesült Államok (USA) | 13:05,40 |
| Bronz    | Carl Verheijen       | Hollandia (NED)        | 13:08,80 |
| 4.       | Øystein Grødum       | Norvégia (NOR)         | 13:12,58 |
| 5.       | Lasse Sætre          | Norvégia (NOR)         | 13:12,93 |
| 6.       | Ivan Szkobrev        | Oroszország (RUS)      | 13:17,54 |
| 7.       | Sven Kramer          | Hollandia (NED)        | 13:18,14 |
| 8.       | Enrico Fabris        | Olaszország (ITA)      | 13:21,54 |
| 9.       | Arne Dankers         | Kanada (CAN)           | 13:23,55 |
| 10.      | Johan Röjler         | Svédország (SWE)       | 13:29,50 |
| 11.      | Eskil Ervik          | Norvégia (NOR)         | 13:37,62 |
| 12.      | Ippolito Sanfratello | Olaszország (ITA)      | 13:41,91 |
| 13.      | Stefano Donagrandi   | Olaszország (ITA)      | 13:47,67 |
| 14.      | Bart Veldkamp        | Belgium (BEL)          | 13:48,12 |
| 15.      | Charles Leveille     | Egyesült Államok (USA) | 14:14,81 |
| –        | Artyom Gyetisev      | Oroszország (RUS)      | kizárták |